# Dolní Kalná
Dolní Kalná är en ort i Tjeckien.   Den ligger i regionen Hradec Králové, i den nordöstra delen av landet, 100 km nordost om huvudstaden Prag. Dolní Kalná ligger 374 meter över havet och antalet invånare är 619.
Terrängen runt Dolní Kalná är huvudsakligen platt. Dolní Kalná ligger nere i en dal. Runt Dolní Kalná är det ganska glesbefolkat, med 32 invånare per kvadratkilometer. Närmaste större samhälle är Trutnov, 19,5 km öster om Dolní Kalná. Omgivningarna runt Dolní Kalná är en mosaik av jordbruksmark och naturlig växtlighet.